# Diaparsis sanctijohanni
Diaparsis sanctijohanni là một loài tò vò trong họ Ichneumonidae.